# Katolická církev na Srí Lance
Katolická církev na Srí Lance je součástí všeobecné církve na území Srí Lanky, pod vedením papeže a místních biskupů sdružených do Konference katolických biskupů Srí Lanky. Papež je na Srí Lance zastupován apoštolským nunciem na Srí Lance. Na Srí Lance žije asi 1,5 miliónů pokřtěných katolíků, asi 7 % populace.

## Administrativní členění katolické církve na Srí Lance
Katolická církev na Srí Lance má 11 diecézí, které jsou seskupeny do jedné církevní provincie:
- Arcidiecéze kolombská se sídlem v největším městě země, Kolombu
  - Diecéze Anuradhapura
  - Diecéze Badulla
  - Diecéze Batticaloa
  - Diecéze Chilaw
  - Diecéze Galle
  - Diecéze Jaffna
  - Diecéze Kandy
  - Diecéze Kurunegala
  - Diecéze Mannar
  - Diecéze Ratnapura
  - Diecéze Trincomalee